# Sucs du Velay / Meygal
Sucs du Velay / Meygal este o arie protejată (sit de importanță comunitară — SCI) din Franța întinsă pe o suprafață de 217 ha, integral pe uscat.

## Localizare
Centrul sitului Sucs du Velay / Meygal este situat la coordonatele 45°03′18″N 4°07′57″E / 45.055°N 4.1325°E.

## Înființare
Situl Sucs du Velay / Meygal a fost declarat arie specială de conservare în baza directivei 92/43 din 1992 referitoare la conservarea habitatelor naturale și a faunei și florei sălbatice pentru a proteja un număr necunoscut de specii din flora spontană și fauna sălbatică aflate în arealul zonei.

## Biodiversitate
Situată în ecoregiunea continentală, aria protejată conține 7 habitate naturale: Grohotișuri silicioase de la nivelul montan până la nivelul zăpezii (Androsacetalia alpinae și Galeopsietalia ladani), Pajiști uscate europene, Formațiuni montane de Cytisus purgans, Formațiuni de Juniperus communis pe lande sau pajiști calcaroase, Liziere de ierburi înalte hidrofile de câmpie și de nivel montan până la alpin, Păduri de fag acidofile atlantice, cu subarboret de Ilex și, uneori, de asemenea, Taxus, la nivelul arbuștilor (Quercion robori-petraeae sau Ilici-Fagenion), Pante stâncoase silicioase cu vegetație casmofită.
La baza desemnării sitului se află un număr nedeclarat de specii protejate.
Pe lângă speciile protejate, pe teritoriul sitului au mai fost identificate 8 specii de plante, 10 specii de păsări, 1 specie de mamifere, 1 specie de nevertebrate.